# Битва при Акоста-Нью
Битва при Кампо-Гранде или Битва при Акоста-Нью (исп. Batalla de Campo Grande или исп.  Batalla de Acosta Ñu) — сражение в ходе Парагвайской войны. Союзнические силы Бразильской империи и Аргентины общим числом 20 тысяч солдат разгромили четырёхтысячное (шеститысячное, согласно другим источникам) войско парагвайцев, бо́льшую часть которого составляли дети возрастом 9—15 лет. В связи с последним обстоятельством в Парагвае битва также известна как Битва детей (исп. Batalla de los Niños).

## Предшествующие события
К середине 1869 года Парагвайская армия фактически была разбита, а Асунсьон — столица страны — уже был захвачен силами Тройственного альянса. Франсиско Солано Лопес, президент Парагвая, отказался сдаваться и пустился в бега, поклявшись сражаться до конца. Командир бразильских сил, герцог Кашиас, считал, что военное противостояние окончено, но император Бразилии, Педру II, приказал продолжать боевые действия, пока не будет пойман Лопес. Кашиас подал в отставку по причине болезни, и командование войсками принял на себя зять императора, Гастон Орлеанский.
Большинство парагвайских мужчин на тот момент уже погибли или были захвачены в плен, поэтому Лопес заставил сражаться детей и стариков. Так же жена эль-президенто создала из женщин добровольческий «Легион Амазонок».

## Ход битвы
15 августа 1869 года Гастон Орлеанский и силы союзников заняли деревню Каакупе, где, считалось, скрывается Лопес. В действительности к тому моменту Лопес уже бежал в Карагуатаи. Намереваясь отрезать отступавшим парагвайцам дорогу в Карагуатаи, Орлеанский послал кавалерийскую дивизию через Кампо-Гранде. К дивизии позже присоединился 2-й корпус бразильской армии и аргентинские войска под командованием полковника Луиса Марии Кампосы.
16 августа силы союзников столкнулись с арьергардом парагвайских войск на равнине Акоста-Нью (в переводе поле Акосты, район в 10 км восточнее современного парагвайского города Эусебио Айяла в Парагвае). В 8:30 утра противники вступили в бой, который продолжался восемь часов. Уступавшие как в численности, так и в огневой мощи парагвайцы (в сражении участвовали последние 12 пушек парагвайской «армии», часть сделанных кустарным образом) всё же оказали упорное сопротивление, несмотря на то что большую часть их войска (из 4500 «солдат» взрослыми солдатами было около 500 человек, все опытные ветераны войны) составляли несовершеннолетние возрастом от 9 до 14 лет, и некоторое, точно не известное, кол-во женщин-солдат из «Легиона Амазонок». В том числе, по утверждениям парагвайской стороны, среди женщин-солдат были матери и сёстры детей-солдат. Под командованием генерала Кабальеро.
Парагвайские войска заняли оборону на восточному берегу реки. По приказу Кабальеро траву на другом берегу реки подожгли. Первая атака пехоты союзников (бразильской пехоты. Аргентинцы и немногочисленные уругвайцы находились в резерве и участия в сражении не принимали) через реку была отбита в рукопашном бою. Бразильская пехота отошла за реку. После того как трава выгорела и дым рассеялся Гастон Орлеанский подтянул артиллерию и приказал открыть огонь, приведший к значительным потерям у парагвайцев. Даже несмотря на то что парагвайская пехота залегла, но от шрапнели это не спасало. Бразильские пушки были современными и заметно дальнобойнее старых и кустарных парагвайских. Неожиданная атака бразильской кавалерии, перешедшей реку южнее позиций и ударившей во фланг обороняющимся окончательно решила исход битвы: несмотря на попытку генерала Кабальеро построить каре. Полноценное пехотное каре парагвайцам (см. состав их «армии») построить не удалось. Одновременно с кавалерией в атаку через реку, во фронт позиций, пошла бразильская пехота. Которая присоединилась к беспощадному уничтожению парагвайской армии в последней рукопашной схватке. Парагвайцы храбро, но неумело, отбивались штыками и копьями, часть пыталась скрыться бегством, но имея конницу, бразильцы преследовали их и мало кому из парагвайцев удалось спастись бегством. Во время боя бразильцы не щадили солдат противника, несмотря ни на их возраст, ни на пол. Парагвайский генерал Кабальеро после атаки бразильской конницы ушёл с небольшим отрядом с поля боя. Разбив парагвайцев на равнине Акоста-Нью, войска союзников форсировали Юкури и захватили восемь артиллерийских орудий. Всего в ходе битвы погибло около двух тысяч парагвайцев. Согласно бразильскому историку Жулио Жозе Чиавенатто, Гастон Орлеанский приказал казнить военнопленных и добить раненых. Другие источники не подтверждают умышленной расправы над пленными. В плен было взято порядка 1200 парагвайских «солдат». Союзники потеряли 46 человек убитыми и 259 ранеными.

## Итог
Сокрушительное поражение при Акоста-Нью не сыграло принципиальной роли в ходе Парагвайской войны, так как на тот момент полное поражение Парагвая было уже предрешено катастрофическими потерями среди мужского населения страны и экономическим крахом. Лопес был убит в 1870 году солдатами Гастона Орлеанского. Командир парагвайских войск, генерал Кабальеро, позже был захвачен в плен, но в итоге вернулся в Парагвай и стал его президентом (1880—1886), несмотря на критику его действий в ходе битвы при Акоста-Нью.

## Память о битве
Ежегодно, 16 августа, в Парагвае проходит День Ребёнка, когда парагвайцы чтят детей, героически погибших в ходе битвы. Также одно из военных училищ Парагвая было названо в честь погибших при Акоста-Нью.
Бразильский художник Педру Америку написал картину «Битва при Кампо-Гранде». Участник битвы, знаменитый бразильский писатель, Альфредо Тонай, описал бой в своей книге «Recordações de Guerra e de Viagem».